# پرنده زرد (کوکتل)
پرنده زرد یک کوکتل کارائیبی بر پایه رام است.

## تاریخ پیدایش
منشا نام پرنده زرد نامشخص است.  برخی منابع ذکر کرده اند که این کوکتل از آهنگ هائیتی "پرنده زرد" نام گرفته شده است، که اولین بار در سال ۱۹۵۷ به زبان انگلیسی بازنویسی شد و به دلیل محبوبیت نسخه رکورد شده هری بلافونته به نوعی سرود ملی کارائیب تبدیل شد.  آرتور لیمن، خواننده هاوایی، یکی از تأثیرگذاران موسیقی عجیب و غریب فرهنگ تیکی، نسخه‌ای از این آهنگ را منتشر کرد که در جولای ۱۹۶۱ به رتبه چهار در جدول بیلبورد رسید.
برخی دیگر استدلال می کنند که نام آن از این آهنگ گرفته نشده است و این نام را از لیکور گالیانو، که یک لیکور طلایی و شیرین ایتالیایی است گرفته شده است.